# 金城碧海
金城 碧海（きんじょう すかい、2000年〈平成12年〉5月6日 - ）は、日本のアイドル。男性アイドルグループ・JO1のメンバー。大阪府藤井寺市出身。LAPONEエンタテインメント所属。
愛称はスカイ、カイちゃん、ゴールデンスカイキャッスルなど。
切れ長の目（クールな印象の一重）、高い鼻、薄めの唇、色白の肌が特徴的。

## 略歴
2019年、『PRODUCE 101 JAPAN』に参加。最終順位は10位で、同番組から誕生するグループ「JO1」のメンバーに選ばれた。
2020年3月4日、「JO1」のメンバーとしてシングル『PROTOSTAR』でメジャーデビュー。
2021年10月9日、適応障害との診断を受け、治療に専念するため一時的に活動を休止することを発表。
翌2022年2月14日、活動を再開することを発表。

## 人物
- 血液型：A型[1][8]
- 身長：180cm[1]
- 体重：60kg[8]
- 趣味：映画鑑賞／音楽鑑賞[8]
- 特技：お母さんモノマネ／空手／浜歩き／サッカー[8]
- 好きな食べ物：おばあちゃんが作った餃子[13]
- 好きな飲み物：モンスターエナジー（ピンク）[14]／ピーチティー／マンゴースムージー[15]
- 好きな色：黒[16][17]
- 好きなおにぎりの具：鮭
- キャッチフレーズ：「されどポーカーフェイス」[5][18]、「JO1のシンデレラボーイ」[19]など。

## ディスコグラフィ

### 参加楽曲

#### PRODUCE 101 JAPAN
| リリース日     | タイトル                              | 備考                                                                              |
| -------------- | ------------------------------------- | --------------------------------------------------------------------------------- |
| 2019年9月3日   | ツカメ〜It's Coming〜                 | 番組テーマ曲。『ツカメ〜It's Coming〜』に収録                                     |
| 2019年11月28日 | Black Out                             | コンセプト課題曲。『PRODUCE 101 JAPAN - 35 Boys 5 Concepts』に収録。              |
| 2019年12月12日 | GrandMaster                           | デビュー評価課題曲および最終バラード課題曲。『PRODUCE 101 JAPAN - FINAL』に収録。 |
| 2019年12月12日 | さよなら青春 (PRODUCE 101 JAPAN ver.) | デビュー評価課題曲および最終バラード課題曲。『PRODUCE 101 JAPAN - FINAL』に収録。 |

### 楽曲制作
- JO1「NEWSmile」（2023年） - 作詞。木全翔也、河野純喜、與那城奨、大平祥生と共同作詞。
- JO1＆INI＆DXTEEN「LOVE ALL STAR」（2024年）- 作詞。河野純喜、髙塚大夢、寺尾香信、平本健と共同作詞。

## 出演

### テレビ番組
- PRODUCE 101 JAPAN（2019年9月26日 - 12月12日、TBS系列（初回、最終回のみ）、GYAO!）

### テレビドラマ
- ドロップ（2023年6月2日 - 8月4日、WOWOW） - マサト 役[20]
- 伝説の頭 翔（2024年7月19日 - 9月6日、テレビ朝日） - 瀬山大護 役[21]

### 映画
- OUT（2023年11月17日、KADOKAWA） - 沢村良 役[22][23]
- 逃走中 THE MOVIE:TOKYO MISSION（2024年7月19日、東映） - 北村勇吾 役[24]

### 配信番組
- ショート・プログラム「若葉マーク」（2022年3月4日配信、Amazon Prime Video）- 田所岬 役[25]
- 逃走中 Battle Royal（2022年11月15日配信、Netflix）- 全4エピソード。
- 頭たちの仁義なき頭脳戦（2024年8月3日 - 、TELASA） - 瀬山大護 役[26]

### 声優

#### テレビアニメ
- 紙兎ロペ（2024年）- ワイマラナー 役